# Ebensburg
Le borough d'Ebensburg est le siège du comté de Cambria, situé en Pennsylvanie, aux États-Unis.

## Histoire
Ebensburg fut fondée en 1797 par vingt familles de Gallois de Philadelphie, dans les monts Allegheny, riches en charbon, où elle devient le chef-lieu du comté de Cambria. Dans les années 1840, la ville sert d'étape importante pour les convois d'émigrants qui commencent à voyager vers l'ouest à la recherche de terres. Mais sa population est restée modeste, avec seulement 1 600 habitants un siècle plus tard.

## Source
- (en) Cet article est partiellement ou en totalité issu de l’article de Wikipédia en anglais intitulé « Ebensburg, Pennsylvania » (voir la liste des auteurs).

1. ↑  « The Heritage », sur www.cambriacountyhistorical.com (consulté le 11 décembre 2015)